# Harrisville (Ohio)

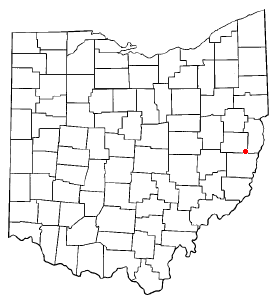
Harrisville na planie stanu Ohio

Harrisville – wieś w USA, w stanie Ohio, w hrabstwie Harrison.
Liczba mieszkańców w 2010 roku wynosiła 235, a w roku 2012 wyniosła 234.